# Chauliodus danae
Chauliodus danae – gatunek głębinowej ryby z rodziny wężorowatych. Żyje w Oceanie Atlantyckim na głębokościach poniżej 500 m.